# Guido Rebstock
Guido Rebstock (* 1956 oder 1957) ist ein deutscher politischer Beamter (SPD).

## Leben
Rebstock wuchs in Sulgen auf. Er besuchte das Gymnasium Schramberg. 1979 zog die Familie nach Aichhalden, wo sein Vater ein Rollladengeschäft führte. Guido Rebstock leistete Zivildienst und studierte anschließend an der Fachhochschule des Bundes für öffentliche Verwaltung in Mannheim. Er schloss das Studium als Diplom-Verwaltungswirt (FH) ab. 1982 trat er in den Dienst der Bundesagentur für Arbeit ein; seine erste Stelle war das Arbeitsamt in Pfullendorf. Nach mehreren Stationen, unter anderem in Göppingen, Freiburg im Breisgau, Offenburg und Heilbronn, war er schließlich von 2009 bis 2012 Leiter der Arbeitsagentur in Schwäbisch Hall.
2013 wurde Rebstock von Nils Schmid ins Ministerium für Finanzen und Wirtschaft Baden-Württemberg geholt, zunächst als Leiter der Abteilung Strategie und Steuerung. Im April 2014 wurde er zum Ministerialdirektor mit der Verantwortung für den Wirtschaftsbereich des Ministeriums ernannt. Nach der Bildung des grün-schwarzen Kabinetts Kretschmann II wurde er im Mai 2016 in den einstweiligen Ruhestand versetzt.
Seit 2017 ist Rebstock Geschäftsführer des Innovationsregion Hohenlohe e. V., einem Industrienetzwerk im Hohenlohekreis.
Im Januar 2020 war Rebstock Initiator und Gründungsvorsitzender des konsequent e. V. – Verein zur Abwehr des Antisemitismus. Zudem ist er seit 2022 Vorstandsvorsitzender des Arbeiter-Samariter-Bunds im Regionalverband Heilbronn-Franken. Seit 2024 ist er außerdem Vorsitzender des Hochschulrats der Hochschule Heilbronn.
Rebstock ist Mitglied der SPD und lebt in Heilbronn.